# Posse de João Figueiredo
O presidente João Figueiredo foi empossado como chefe de governo do Brasil, após vencer a eleição presidencial de 1978 contra Euler Bentes Monteiro, em cerimônia efetuada em 15 de março de 1979, assim como seu vice-presidente Aureliano Chaves. Os atos solenes ocorreram no Congresso Nacional e no Palácio do Planalto.

## Solenidade cerimonial
Na manhã do dia 15 de março de 1979, diante de uma plateia considerável de pessoas, João Figueiredo, eleito presidente do Brasil, foi conduzido ao Congresso Nacional, através de um Ford Landau, para iniciar a cerimônia de posse. No plenário da Câmara dos Deputados, Figueiredo recebeu as congratulações dos senadores Luís Viana Filho, Lourival Baptista, Alexandre Costa, Gabriel Hermes e Gastão Muller, do deputado Homero Santos e do presidente do STF Antônio Neder e, diante dos demais parlamentares e convidados, fez um juramento, no qual promete exercer, defender e cumprir os deveres da Constituição, além de observar as leis e promover o bem geral, assinando o termo de posse em seguida. Logo depois, o presidente dirigiu-se ao Palácio do Planalto, onde fez seu discurso e recebeu a faixa presidencial de Ernesto Geisel. No Planalto, Figueiredo também divulgou os novos ministros que iriam compor seu governo e recebeu alguns líderes mundiais [carece de fontes?]. 

## Discurso de posse
Ao receber a faixa presidencial, o agora presidente do governo brasileiro discursou de modo breve. No seu discurso, João Figueiredo dá ênfase à continuidade das reformas iniciadas no Governo Geisel, ao exercício da democracia e à harmonia social. Também cita seu compromisso em controlar a inflação e a dívida pública.

## Galeria de fotos da posse presidencial

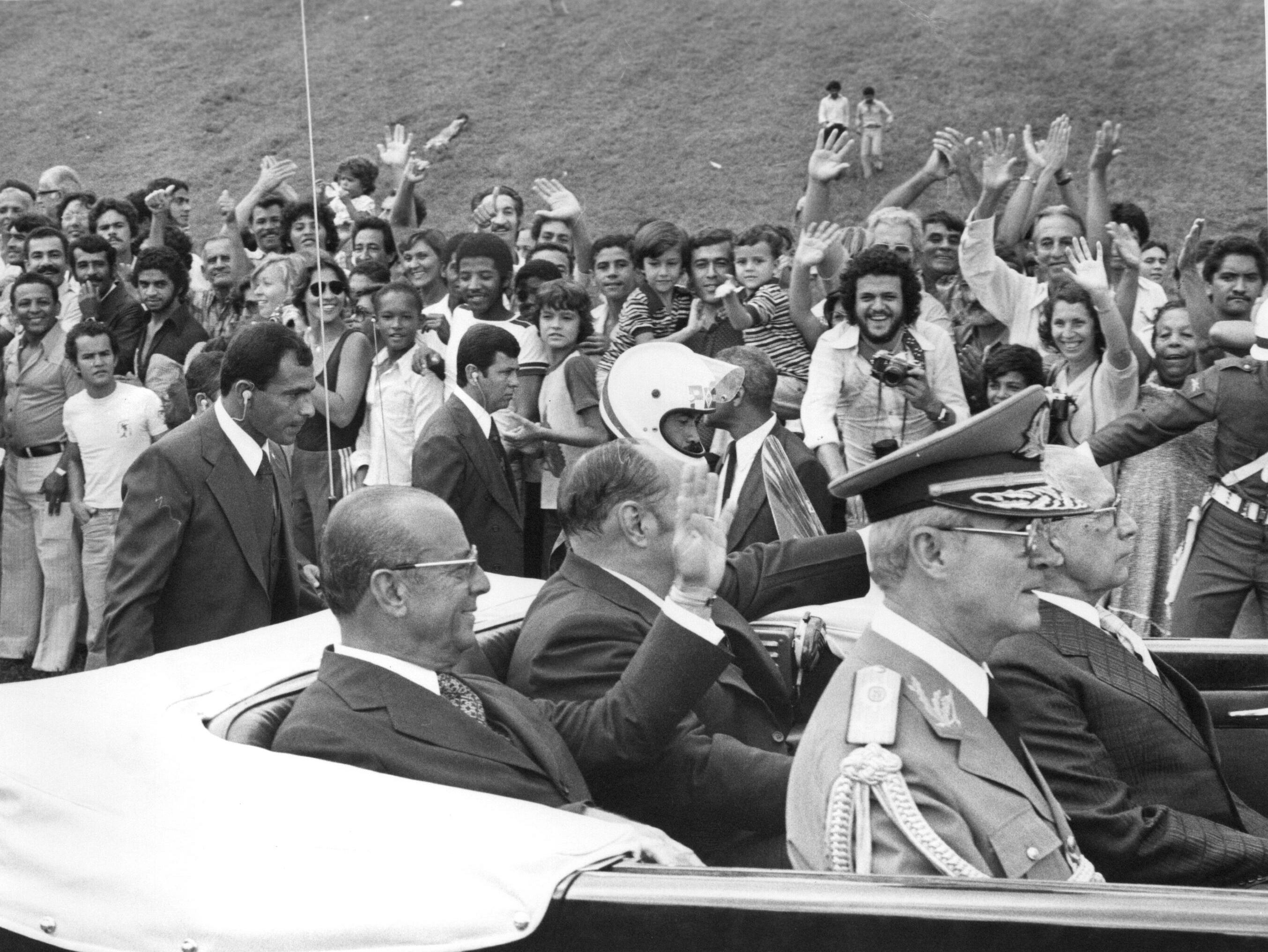
O presidente João Figueiredo e o vice-presidente Aureliano Chaves acenam em direção à população dentro do carro presidencial.
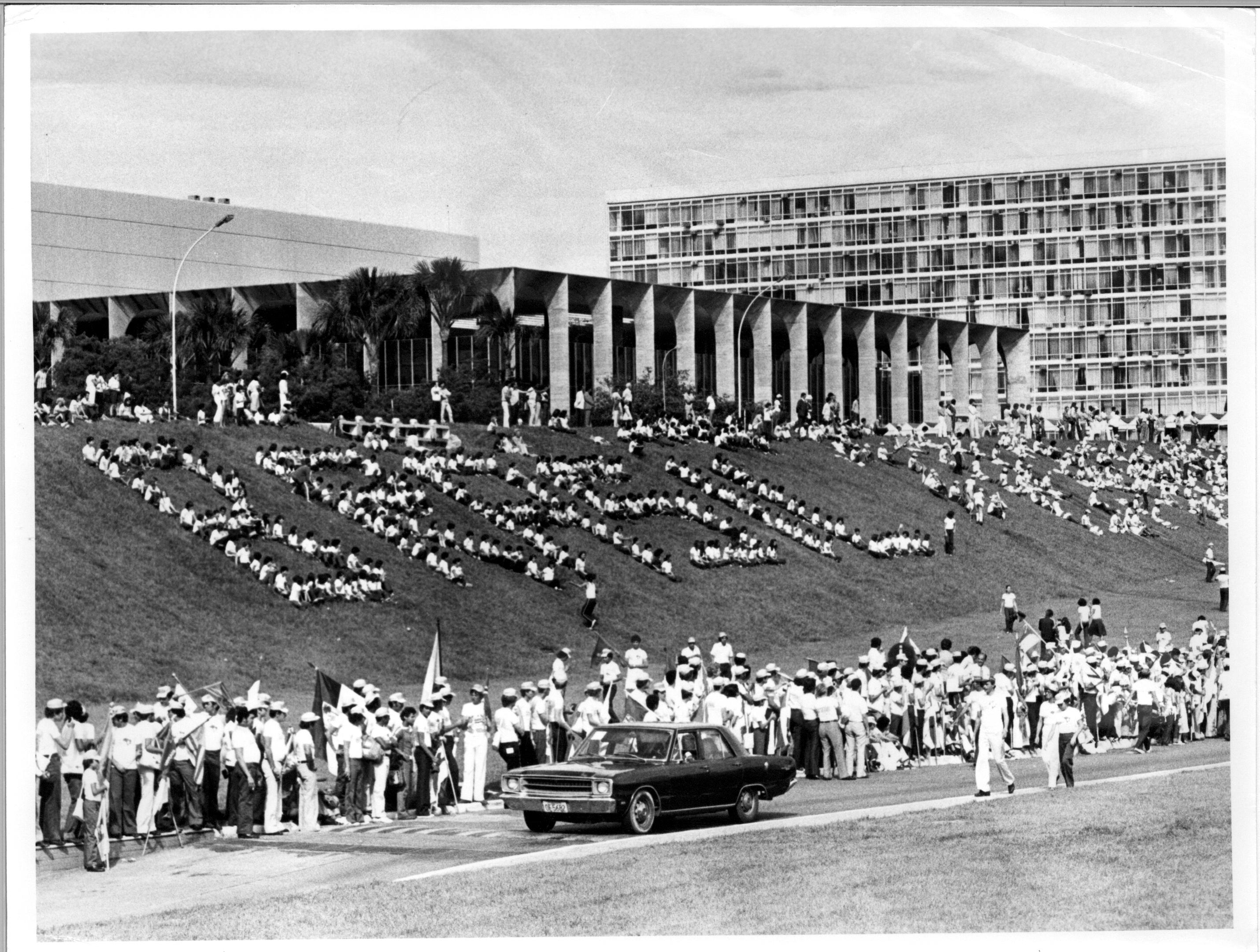
Apoiadores do presidente fazem-se presentes na posse.
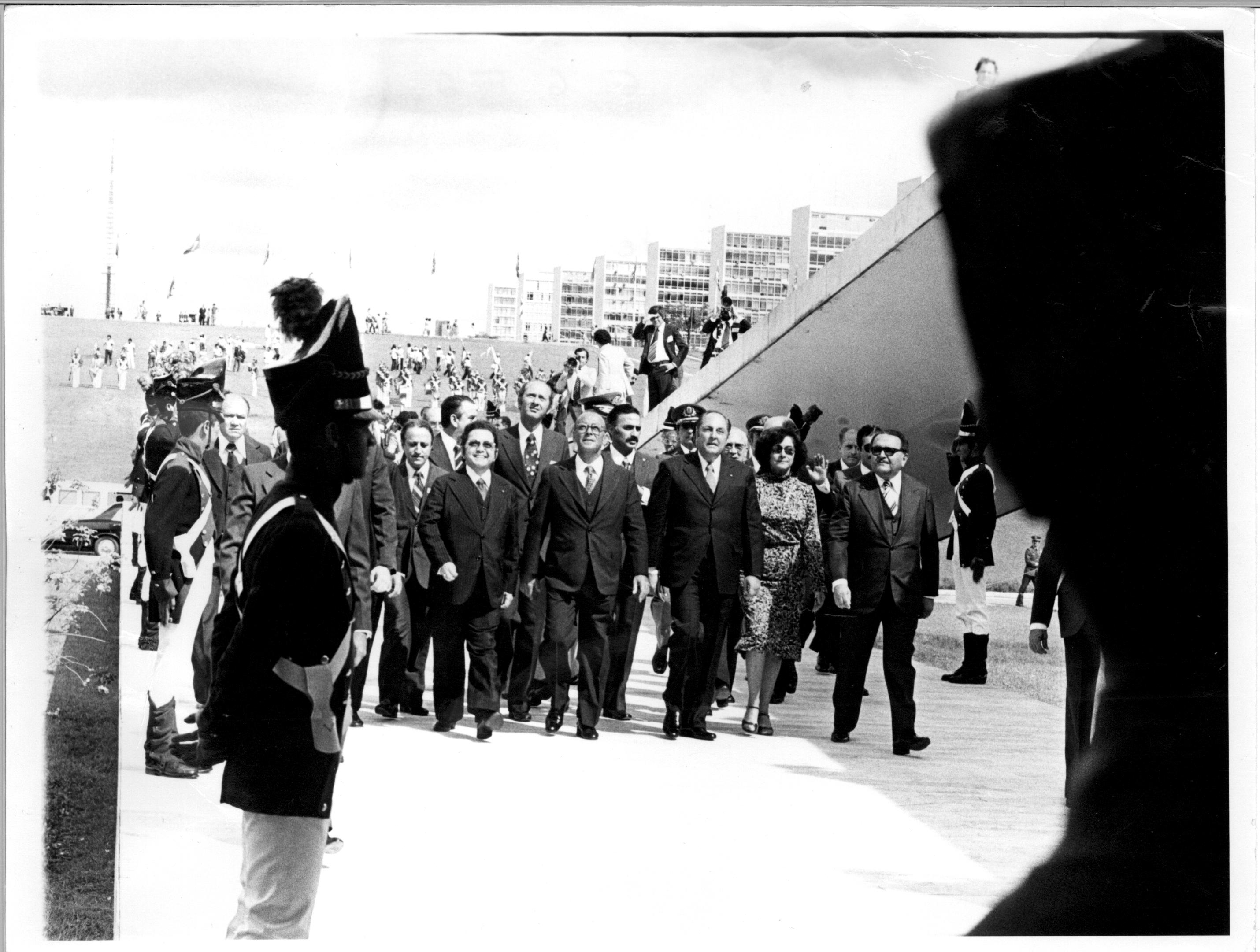
João Figueiredo, presidente do Brasil, e Aureliano Chaves, vice-presidente do Brasil, chegam ao Congresso Nacional acompanhados de seguranças, membros da imprensa e convidados.
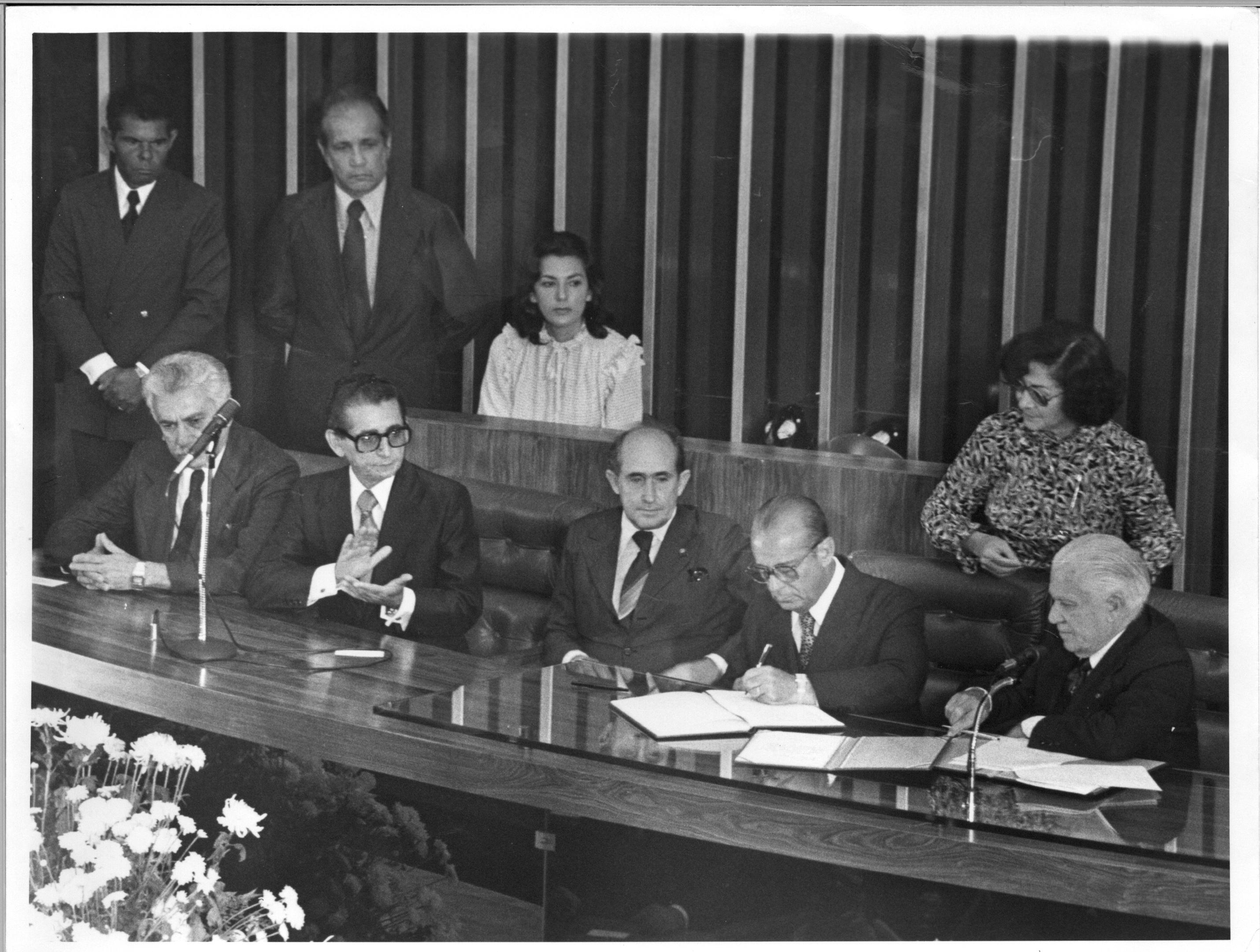
João Figueiredo assina o termo de posse em sessão presidida pelo senador Luís Viana.